# Città di Caltanissetta 2014
Il Città di Caltanissetta 2014 è stato un torneo di tennis facente parte della categoria ATP Challenger Tour nell'ambito dell'ATP Challenger Tour 2014. È stata la 16ª edizione del torneo che si è giocato a Caltanissetta in Italia dal 7 al 15 giugno 2014 su campi in terra rossa e aveva un montepremi di 106 500 €+h.

## Partecipanti singolare

### Teste di serie
| Nazionalità | Giocatore            | Ranking* | Testa di serie |
| ----------- | -------------------- | -------- | -------------- |
| Spagna      | Pablo Carreño Busta  | 68       | 1              |
| Spagna      | Pablo Andújar        | 78       | 2              |
| Spagna      | Pere Riba            | 84       | 3              |
| Italia      | Filippo Volandri     | 99       | 4              |
| Spagna      | Albert Ramos Viñolas | 115      | 5              |
| Tunisia     | Malek Jaziri         | 116      | 6              |
| Uruguay     | Pablo Cuevas         | 136      | 7              |
| Argentina   | Facundo Bagnis       | 143      | 8              |

- Ranking al 26 maggio 2014.

### Altri partecipanti
Giocatori che hanno ricevuto una wild card:
- Salvatore Caruso
- Matteo Donati
- Claudio Fortuna
- Gianluca Naso

Giocatori che sono passati dalle qualificazioni:
- Claudio Grassi
- Christian Lindell
- Markus Eriksson
- Alexander Zverev

## Partecipanti doppio

### Teste di serie
| Nazionalità | Giocatore         | Nazionalità | Giocatore          | Ranking* | Testa di serie |
| ----------- | ----------------- | ----------- | ------------------ | -------- | -------------- |
| Italia      | Daniele Bracciali | Italia      | Potito Starace     | 204      | 1              |
| Germania    | Frank Moser       | Germania    | Alexander Satschko | 233      | 2              |
| Italia      | Riccardo Ghedin   | Italia      | Claudio Grassi     | 272      | 3              |
| Argentina   | Facundo Bagnis    | Perù        | Sergio Galdós      | 310      | 4              |

- Ranking al 26 maggio 2014.

### Altri partecipanti
Coppie che hanno ricevuto una wild card:
- Omar Giacalone /  Gianluca Naso
- Salvatore Caruso /  Walter Trusendi
- Nicolás Jarry /  Alexander Zverev

## Vincitori

### Singolare
Pablo Carreño Busta ha battuto in finale  Facundo Bagnis con il punteggio di 4–6, 6–4, 6–1

### Doppio
Daniele Bracciali /  Potito Starace hanno battuto in finale  Pablo Carreño Busta /  Enrique López Pérez con il punteggio di 6–3, 6–3